# Universal Network Objects

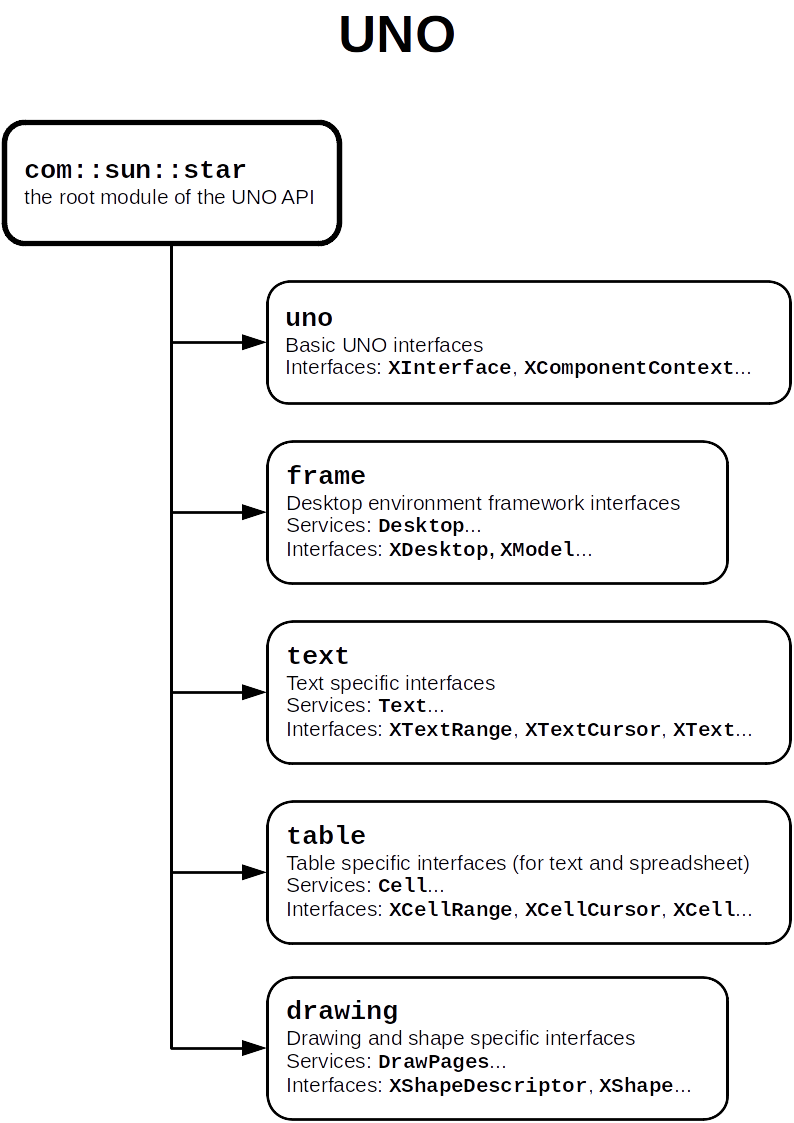
UNO API

Universal Network Objects (UNO) はOpenOffice.orgで用いられているソフトウェアコンポーネントである。インターフェース志向であり、LAN内部もしくはインターネット上で単一のコンピュータにおいて、異なるプログラム言語や、オブジェクトモデル、マシンアーキテクチャ間の相互運用性を提供することを目的とする。
UNOは言語バインディングのあるプログラム言語であれば、どの言語からであっても実装もしくはアクセスすることができる。完全なUNO言語バインディングはC++ (コンパイラに依存)やJava、Python、Tcl向けに存在する。またObject REXXに対する作業が現在行われている。アクセスのみが可能なバインディングはStarOffice Basicや、OLE Automation、.NET Common Language Infrastructure向けに存在する。
UNOはLGPL下において配布されているFOSSである。